# Rodion Konstantinovič Ščedrin
Rodion Konstantinovič Ščedrin (in russo Родион Константинович Щедрин?; Mosca, 16 dicembre 1932) è un compositore russo.

## Biografia
Nacque a Mosca e studiò al conservatorio cittadino con Jurij Šaporin e Nikolaj Mjaskovskij. Nel 1958 sposò la celebre ballerina Majja Pliseckaja, più anziana di lui di 7 anni. Nel 1973 fu nominato presidente dell'Unione dei compositori russi. In gioventù Ščedrin scrisse pagine saldamente tonali, piene di colore e spesso rifacentisi al folklore; ultimamente invece è più vicino all'alea e al seriale.
Tra le composizioni più celebri, il balletto Il cavallino gobbo (1955), Carmen suite (1967) basata su temi dell'omonimo melodramma di Georges Bizet, l'opera Le anime morte (1976, dal poema in prosa di Nikolaj Gogol'), Il gabbiano balletto ispirato all'opera teatrale Il gabbiano di Anton Čechov (1979). Il suo nutrito catalogo (oltre 125 numeri d'opera) annovera anche tre sinfonie, sei concerti per pianoforte e orchestra e musica da camera. Sulla scia di Šostakovič è stato autore di 24 preludi e fughe per pianoforte.

## Pagine sinfoniche
- Concerto per pianoforte e orchestra in re maggiore, op. 5 (1954)
- Sinfonia n. 1, op. 14 (1958)
- Concerto per orchestra Tschastuschki, op. 26 (1963)
- Sinfonia n. 2 op. 25 Venticinque preludi, op. 31 (1962-65)
- Concerto per pianoforte e orchestra n. 2, op. 35 (1966)
- Carmen-suite per archi e percussioni op. 37 (1967)
- Concerto per orchestra n. 2 Le campane op. 42(1968)
- Lenin è in mezzo a noi, cantata per soprano, contralto, basso, coro misto e orchestra op. 44 (1970)
- Concerto per pianoforte e orchestra n. 3 op. 53 Tema con variazioni op. 53 (1973)
- Ouverture solenne op. 62 (1982)
- Autoritratto op. 84 (1984)
- Concerto per orchestra n. 3 Vecchie musiche del circo russo, op. 76 (1989)
- Concerto per orchestra n. 4 Girotondi op. 77 (1989)
- Concerto per pianoforte e orchestra n. 4 Diesis op. 80 (1991)
- Concerto per tromba e orchestra op. 85 (1993)
- Concerto per violoncello e orchestra Sotto Voce op. 87 (1994)
- Chrystal Gusli op. 89(1994)
- Due tanghi di Albeniz op. 96 (1996)
- Slava, Slava op. 98 (1997)
- Concerto per orchestra n. 5 Quattro canzoni russe op. 104(1998)
- Concerto per pianoforte e orchestra n. 5 op. 107 (1999)
- Sinfonia n. 3 op. 109 (2000)
- Dialoghi con Shostakovich, op. 113 (2001)
- Concerto per pianoforte e orchestra d'archi n. 6 op. 119 (2003)

## Musica da camera
- Suite per clarinetto e pianoforte op. 2 (1951)
- Toccatina per pianoforte op. 13 (1958)
- Nello stile di Albeniz per violino e pianoforte op. 52 (1973)
- Album per la gioventù, 15 pezzi per pianoforte op. 59(1981)
- Gli Affreschi di Dioniso per 9 strumenti op. 58 (1981)
- Hommage à Chopin per 4 pianoforti op. 64 (1983)
- Tre pastori per flauto, oboe e clarinetto op. 72 (1988)
- Temi russi per violoncello solo op. 79 (1990)
- Piano-terzetto per violino, violoncello e pianoforte op. 92 (1995)
- La casa del ghiaccio, favola russa per marimba op. 94 (1995)
- Sonata per violoncello e pianoforte op. 97 (1996)
- Pastorale per clarinetto e pianoforte op. 99 (1997)
- Balalaika per violino solo op. 100 (1997)
- Sonata per pianoforte n. 2 op. 101 (1997)
- Menuhin Sonata per violino e pianoforte op. 106 (1999)
- A la pizzicato per pianoforte op. 124 (2005)
- Echo sonata  per violino solo op. 69 (1985)